# Trimeresurus buniana
Trimeresurus buniana es una especie de serpientes venenosas de la familia Viperidae.

## Distribución geográfica yhábitat
Es endémica de la isla Tioman, en el archipiélago de Seribuat (Malasia Peninsular). Su rango altitudinal oscila entre 295 y 810 m s. n. m..